# Häuslingshaus Scharmbeckstoteler Straße 114
Das Häuslingshaus Scharmbeckstoteler Straße 114 in der niedersächsischen Stadt Osterholz-Scharmbeck, Ortsteil Scharmbeckstotel (Buschhausen), stammt vom Anfang des 19. Jahrhunderts. Aktuell (2025) wird es als Wohnhaus genutzt.
Das Gebäude steht unter Denkmalschutz (siehe auch Liste der Baudenkmale in Osterholz-Scharmbeck).

## Geschichte und Beschreibung
Das 1218 erstmals erwähnte Dorf Scharmbeckstotel ist durch die Landwirtschaft geprägt.
Das eingeschossige giebelständige Gebäude als kleines Zweiständer-Hallenhaus in Fachwerk mit Steinausfachungen, reetgedecktem Krüppelwalmdach mit Uhlenloch und der Grooten Door mit Korbbogen wurde 1804 (Inschrift) in hinterer Lage gebaut.
Als Häuslingshaus wurde in Norddeutschland ein Gesindehaus bezeichnet, in dem Landarbeiter/Knechte oder das Gesinde wohnten, die für ein Gut oder einen Großbauern arbeiteten. Sie wohnten mietfrei oder gegen geringe Miete in dem Haus und konnten als Knechte ein Stück gepachtetes Ackerland bewirtschaften, bei geringer Viehhaltung, erkennbar an den seitlichen Stalltüren.
Das Landesdenkmalamt befand u. a.: „… Das Wohn-/Wirtschaftsgebäude Schwarbeckstoteler Straße 114 in Schwarmbeckstotel ist ein typisches Hallenhaus des frühen 19. Jahrhunderts in Zweiständerkonstruktion …“